# マックス・ペルハム
マックス・ペルハム（Max Pelham、1986年2月15日 - ）は、アメリカ合衆国のプロレスラー。マサチューセッツ州 フレイミングハム出身。

## 来歴
プロレスラーとしてのキャリア初期はキラー・コワルスキーに師事し、アメリカ北東部のインディー団体を中心に活動。
2005年、カオティック・レスリング（Chaotic Wrestling）に参戦したことをきっかけにレスリング技術が開花。また2006年にはNECW（New England Championship Wrestling）に参戦し、この2団体を中心に活動することになる。
マックス・バウアー（Max Bauer）のリングネームでカオティック・レスリングではタッグ王座を2度、ニューイングランド王座を3度獲得するなどタイトルに恵まれ、NECWではNOAHで活躍しているボビー・フィッシュやWCW、または新日本プロレスに参戦した経験のあるリック・フーラーなど日本の団体と所縁のあるレスラーたちと抗争を展開し、ストーリーライン及びメインイベンターとして活躍。
2012年、WWEとディベロップメント契約を交わし入団。傘下団体であるNXTにてアクセル・キーガン（Axl Keegan）のリングネームでロスター入りし、2013年5月よりリングネームをミッキー・キーガン（Mickey Keegan）へと変更し、7月からエイデン・イングリッシュとタッグを組んで出場したがジョバーとしての役目が多く、9月にはイングリッシュがシングルに転向したことによりタッグは自然解散となった。以降、出場機会を失うことになり、12月にNXTのクリエイティブアシスタントへと転身することになった。

## 得意技
スパイン・バスター
フィニッシャー
ベリー・トゥー・ベリー・スープレックス
ショルダー・タックル
クローズライン

## 獲得タイトル
カオティック・レスリング
- カオティック・レスリング・ニューイングランド王座 : 2回
- カオティック・レスリング・タッグチーム王座 : 3回

w / アーチ・キンケード : 2回
w / アレックス・アリオン : 1回
NECW
- NECW三冠王座 : 1回

ECWA（East Coast Wrestling Association）
- ECWAタッグチーム王座 : 1回

w / カーモン・ザ・ジャーマン